# Tạ Kim Yến
Tạ Kim Yến (tiếng Trung: 謝金燕, tiếng Anh: Jeannie Hsieh, sinh ngày 25 tháng 12 năm 1974) là một nữ ca sĩ, nhạc sĩ, vũ công, người mẫu kiêm diễn viên người Đài Loan. Với tư cách là một nữ ca sĩ kiêm nhạc sĩ, cô được giới chuyên môn biết đến với những ca khúc do chính cô sáng tác. 
Các thể loại nhạc cô thường theo đuổi là dòng nhạc EDM, bao gồm dòng nhạc techno và hip-hop có sự kết hợp với nhạc synth-pop, bubblegum hay cả dòng nhạc ballad trữ tình. Về phần ngôn ngữ trong ca từ, cô thường sử dụng tiếng Phúc Kiến Đài Loan làm ngôn ngữ chính cho mỗi ca khúc, ngoài ra cô còn có thể hát cả tiếng Quan thoại, tiếng Quảng Đông và cả tiếng Anh. 
Cho đến nay, cô đã phát hành tổng cộng hơn 15 album phòng thu và đã có một lượng người hâm mộ đông đảo khắp Đài Loan và Trung Quốc đại lục với những ca khúc nổi tiếng trong sự nghiệp của cô.

## Danh sách đĩa nhạc
Album phòng thu
- Dream Of Flying (造飛機) (02/08/2012)
- The Crescent Moon (Yue Wan Wan, 月彎彎) (23/11/2011)
- Hot Love (愛你辣) (17/9/2010)
- 54321 (31/12/2007)
- Provocative (Qiang Sheng, 嗆聲) (02/06/2006)
- Dancing Queen (Lian Wu Gong, 練舞功) (07/05/2005)
- Mo Qi, 默契 (01/06/2004)
- YOYO Sisters (YOYO Zi Mei, YOYO姊妹) (01/11/2002)
- Yong Yuan Ai Ni, 永遠愛你 (01/10/2001)
- Bu tong kuan de san kuan qing! 燕子，放乎飛! (September 27, 2001)
- Fall in Love (談戀愛) (12/07/1999)
- Ku Jiu Luo Hou, 苦酒落喉 (01/05/1996)
- Tears While Dancing Cha Cha (含淚跳恰恰) (10/1995)
- Infatuation in the Air (癡情一場空) (12/1994)
- Yoy Are Cool (Ni Zhen Ku, 你真酷) (01/08/1993)

Đĩa đơn
- Stitch Dance Music 2013 (Tiao Zhen Wu Qu 2013, 跳針舞曲2013) (14/08/2013)

Đĩa đơn kỹ thuật số
- Turn Mask (Turn口罩) (01/01/2018)
- Bung X Party (Bung X Pa, 蹦X趴) (30/12/2015)
- Yao Fa Da (27/08/2014)
- Sister (Jie Jie, 姐姐) (29/06/2013)